# Berkheya onopordifolia
Berkheya onopordifolia là một loài thực vật có hoa trong họ Cúc. Loài này được (DC.) O.Hoffm. ex Burtt Davy mô tả khoa học đầu tiên năm 1912.